# Harry Potter: Quidditch Champions
Harry Potter: Quidditch Champions — спортивный симулятор, разработанный Unbroken Studios и изданный Warner Bros. Games (под лейблом Portkey Games). Игра посвящена квиддичу, вымышленному виду спорта из вселенной Гарри Поттера. Проект поддерживает однопользовательский режим, а также соревновательные многопользовательские функции. Релиз игры состоялся 3 сентября 2024 года на консолях Nintendo Switch, PlayStation 4, PlayStation 5, Xbox One и Xbox Series X/S, а также персональных компьютерах (Windows).

## Игровой процесс
Игрок может создать собственного персонажа (или выбрать знакомое лицо из мира «Гарри Поттера») и выбрать одну из четырёх различных позиций: Охотник, Ловец, Загонщик и Вратарь. Игра содержит режим карьеры (одиночный или с кооперативом до трёх человек) с возможностью стать чемпионом по квиддичу, а также соревновательные многопользовательские режимы.

## Разработка
Разработкой игры занималась лос-анджелесская студия Unbroken Studios, издателем выступила компания Warner Bros. Games (под лейблом Portkey Games). Анонс игры состоялся спустя 20 лет после выхода предыдущего проекта посвящённого квиддичу Harry Potter: Quidditch World Cup. Разработка началась за несколько лет до анонса. Визуальный стиль игры отличается от других проектов о Гарри Поттере, таких как Hogwarts Legacy, поскольку имеет более стилизованный и мультяшный вид. Несмотря на то, что действие игры происходит во вселенной Wizarding World, она не является прямой адаптацией книг или фильмов. Разработчики игры стремились сохранить аутентичность оригинального видения Джоан Роулинг, а также внедрили инновационные элементы, которые позволили фанатам исследовать фэнтезийный мир новыми увлекательными способами. Роулинг не принимала непосредственного участия в разработке игры.
В мае 2023 года в интернет просочились геймплейные кадры проекта (как стало известно впоследствии взятые из игрового теста Quidditch Champions), оперативно удалённые с различных сайтов по просьбе издателя. В августе 2023 года в сеть попали дополнительные кадры, на которых игроки берут на себя роли таких известных персонажей вселенной, как Гарри Поттер и Рон Уизли.

## Релиз
В апреле 2023 года Warner Bros. Games представила первые кадры Quidditch Champions, а также объявила об закрытом игровом тесте проекта. По данным портала GamesRadar+, что некоторые фанаты раскритиковали этот анонс, сославшись на отсутствие квиддича в недавно выпущенном Hogwarts Legacy (того же издательства). В июне 2024 года студия Unbroken объявила, что игра выйдет на Windows и домашних консолях в сентябре.

## Отзывы
| Русскоязычные издания | Русскоязычные издания |
| Издание               | Оценка                |
| --------------------- | --------------------- |
| StopGame.ru           | Похвально             |